# Крістіна Сверресдаттер
Крістіна Сверресдаттер (норвезьк. Kristin Sverresdatter; померла в 1213) - середньовічна норвезька принцеса і титульна королева-консорт, дружиною співправителя Філіпа Сімонссона, претендента на трон Норвегії від партії Баглер.

## Біографія
Крістіна була дочкою короля Норвегії Сверре Сігурдссона та його дружини шведської королеви Маргарет. Її батько помер у 1202 році, а мати повернулася до Швеції, змушена залишити Крістіну. У 1209 році вона вийшла заміж за норвезького аристократа Філіпа Сімонссона. Вона померла під час пологів, народивши їхню першу дитину, сина, який також невдовзі помер.
Її шлюб був укладений як частина примирення між фракціями Баглерів і Біркебайнерів в період Громадянської війни в Норвегії. У 1208 році, не маючи жодної сторони, яка могла б досягти перемоги, єпископ Ніколас Арнессон разом з іншими єпископами Церкви уклали мирну угоду між Баглерами та Біркебайнерами. У поселенні Квітсой кандидат на посаду короля Біркебайнера Інге II Норвезький визнав владу Філіпа над східною третиною країни в обмін на те, що Філіп відмовився від будь-яких претензій на титул короля і визнав короля Інге своїм повелителем. Щоб скріпити угоду, Філіп мав одружитися з дочкою короля Сверре Крістіною.
Теа Софі Лох Наес зобразила сильно вигадану Крістіну (на ім’я Крістін) у фільмі 2016 року «Останній король».

## Історичний контекст
В епоху громадянської війни в Норвегії було звичайним явищем, що кілька королівських синів боролися один проти одного за владу в Норвегії. Період громадянської війни в історії Норвегії тривав з 1130 по 1240 роки. Протягом цього періоду виникло кілька взаємопов’язаних конфліктів різного масштабу та інтенсивності. Підставою для цих конфліктів були нечіткі норвезькі закони про спадкування, соціальні умови та боротьба між Церквою та королем. Тоді було дві головні партії, спочатку відомі під різними назвами або взагалі без імен, але зрештою об’єдналися в партії Баглера та Біркебайнера. Збірним пунктом регулярно був королівський син, який став головною фігурою відповідної партії, щоб протистояти правлінню короля з боку, що змагалася.

## Олімпійський талісман
Гокон і Крістін — талісмани зимових Олімпійських ігор 1994 року. Хокон названий на честь Гокона IV Норвезького, а Крістін на честь Крістіни Норвезької.